# Numbers (альбом Woe, Is Me)
Number[s] — дебютный студийный альбом американской металкор-группы Woe, Is Me, выпущенный 30 августа 2010 года на Rise Records и его подразделении Velocity Records. Альбом был переиздан 16 июля 2012 года с Хансом Аллигудом и Эндрю Пайано, заменивших ушедших Тайлера Картера и Тима Шеррилла. Это единственный альбом, выпущенный в оригинальном составе до внутренних конфликтов в группе. Он был спродюсирован Кэмероном Мизеллем в его родном городе Орландо, штат Флорида.

## Список песен
| №                   | Название                                               | Длительность |
| ------------------- | ------------------------------------------------------ | ------------ |
| 1.                  | «On Veiled Men»                                        | 0:50         |
| 2.                  | «(&) Delinquents»                                      | 2:56         |
| 3.                  | «Mannequin Religion»                                   | 2:55         |
| 4.                  | «Keep Your Enemies Close»                              | 2:29         |
| 5.                  | «Hell, or High Water»                                  | 3:41         |
| 6.                  | «For the Likes of You»                                 | 3:42         |
| 7.                  | «I»                                                    | 3:04         |
| 8.                  | «Our Number[s]» (при участии Джонни Крейга)            | 2:55         |
| 9.                  | «If Not, for Ourselves»                                | 4:30         |
| 10.                 | «Desolate (The Conductor)» (при участии Джонни Крейга) | 1:55         |
| Общая длительность: | Общая длительность:                                    | 28:57        |

| №                   | Название                                               | Длительность |
| ------------------- | ------------------------------------------------------ | ------------ |
| 1.                  | «Vengeance»                                            | 4:09         |
| 2.                  | «Fame > Demise» (Caleb Shomo Remix)                    | 4:20         |
| 3.                  | «We R Who We R» (Ke$ha cover)                          | 3:37         |
| 4.                  | «(&) Delinquents» (Caleb Shomo Remix)                  | 4:04         |
| 5.                  | «Fame > Demise»                                        | 3:33         |
| 6.                  | «Fame > Demise» (Acoustic)                             | 2:48         |
| 7.                  | «On Veiled Men»                                        | 0:50         |
| 8.                  | «(&) Delinquents»                                      | 2:57         |
| 9.                  | «Mannequin Religion»                                   | 2:54         |
| 10.                 | «Keep Your Enemies Close»                              | 2:26         |
| 11.                 | «Hell, or High Water»                                  | 3:36         |
| 12.                 | «For the Likes of You»                                 | 3:39         |
| 13.                 | «I.»                                                   | 3:12         |
| 14.                 | «Our Number[s]» (при участии Джонни Крейга)            | 2:52         |
| 15.                 | «If Not, for Ourselves»                                | 4:34         |
| 16.                 | «Desolate (The Conductor)» (при участии Джонни Крейга) | 1:55         |
| Общая длительность: | Общая длительность:                                    | 51:26        |

## Участники записи
| Состав Woe, Is Me в стандартном издании - Тайлер Картер – чистый вокал - Майкл Бон – скриминг - Тим Шеррилл – соло-гитара - Кевин Хансон – ритм-гитара - Кори Феррис – бас-гитара - Бен Феррис – клавишные, гроулинг; ведущий вокал (треки 1, 4, 10) - Остин Торнтон – ударные, музыкальное программирование Состав Woe, Is Me в переиздании - Ханс Аллигуд – чистый вокал (треки 1, 3, 6) - Тайлер Картер – чистый вокал (треки 2, 4, 5, 7–16) - Майкл Бон – скриминг - Эндрю Пайано – соло-гитара (треки 1, 3), акустическая гитара (трек 6) - Джеффри Хиггинс - соло-гитара (трек 5) - Тим Шеррилл – соло-гитара (треки 2, 4, 7–16) - Kevin Hanson – ритм-гитара - Cory Ferris – бас-гитара - Ben Ferris – клавишные, гроулинг, ведущий вокал (треки 7, 10, 16) - Остин Торнтон – ударные, программирование | Additional musicians - Джонни Крейг – гостевой вокал в треках 8 и 10 (треки 14 и 16 в переиздании) - Калеб Шомо – ремиксы (треки 2 и 4 в переиздании) Production - Спродюсировано Кэмероном Мизеллем @ Chango Studios - Спродюсировано Калебом Шомо (треки 1 и 3 в переиздании) |